# Friederike Naumann-Steckner
Friederike Naumann-Steckner, geborene Friederike Naumann, (* 22. Oktober 1951 in Ludwigsburg) ist eine deutsche Klassische Archäologin.

## Werdegang
Friederike Naumann ist die Tochter des Bauforschers Rudolf Naumann und nahm an dessen Grabungen auf dem Tacht-e Suleiman 1968 bis 1975 teil. Sie studierte von 1969 bis 1978 Klassische Archäologie, Vor- und Frühgeschichte und Altorientalistik an den Universitäten Tübingen und Heidelberg. 1978 wurde sie in Tübingen bei Ulrich Hausmann promoviert. Nach einem Volontariat an der Antikensammlung der Staatlichen Kunstsammlungen Kassel (1978–1980) und dem Reisestipendium des Deutschen Archäologischen Instituts (1980/1981) war sie von 1982 bis 1985 Wissenschaftliche Mitarbeiterin am Archäologischen Institut der Universität Mainz. 1985 wurde sie Wissenschaftliche Referentin am Römisch-Germanischen Museum in Köln, von 1994 bis zu ihrem Ruhestand zum 31. März 2019 war sie stellvertretende Direktorin des Museums.
1989 wurde ihr das Ritterkreuz der Italienischen Republik verliehen.
Naumann-Steckner ist mit dem Historiker Cornelius Steckner (* 1948) verheiratet.

## Veröffentlichungen (Auswahl)
Siehe Bibliographie Friederike Naumann-Steckner. In: Kölner Jahrbuch Band 51, 2018, S. 587–588.
- mit Rudolf Naumann: Der Rundbau in Aezani (= Istanbuler Mitteilungen Beiheft 10). Wasmuth, Tübingen 1973.
- Die Ikonographie die Kybele in der phrygischen und der griechischen Kunst (= Istanbuler Mittelungen Beiheft 28). Wasmuth, Tübingen 1983 (= Dissertation).
- Antiker Schmuck. Katalog der Staatlichen Kunstsammlungen Kassel. Melsungen 1980.
- mit Werner Eck, Klaus Fittschen: Kaisersaal. Porträts aus den Kapitolinischen Museen in Rom. Köln, Römisch-Germanisches Museum, 23. April – 22. Juni 1986. De Luca, Rom / Römisch-Germanisches Museum, Köln 1986.
- Malerei der Etrusker in Zeichnungen des 19. Jahrhunderts. Römisch-Germanisches Museum, Köln 1987.
- Tod am Rhein. Begräbnisse im frühen Köln. Römisch-Germanisches Museum, Köln 1997.
- Kaiserbilder im Praetorium. Begleitheft zur Ausstellung Kaiserbilder im Praetorium, Juni 2005 bis Juni 2007. Römisch-Germanisches Museum, Köln 2005.
- Musik im römischen Köln. Sonderausstellung 19. Juli bis 3. November 2013. Römisch-Germanisches Museum, Köln 2013.
- mit Marcus Trier (Hrsg.): 14 AD. Römische Herrschaft am Rhein. Wienand, Köln 2014, ISBN 978-3-86832-226-2.
- mit Marcus Trier (Hrsg.): Zerbrechlicher Luxus. Köln – ein Zentrum antiker Glaskunst. Schnell & Steiner, Regensburg 2016, ISBN 978-3-7954-3144-0.
- mit Marcus Trier (Hrsg.): Goldenes Zeitalter. 100 Meisterwerke der Völkerwanderungszeit. Hirmer, München 2017, ISBN 978-3-7774-2782-9.